# Vicariat apostolique d'Océanie occidentale
Le vicariat apostolique d'Océanie occidentale est un vicariat apostolique érigé lors du dimanche de la Trinité de 1835 par le pape Grégoire XVI. Il couvre alors une vaste région de l'océan Pacifique, qui comprend notamment la Nouvelle-Zélande et les régions de Mélanésie et de Micronésie, définies depuis peu par Jules Dumont d'Urville (1831). Sa création répond à un objectif de christianisation de l'Océanie, afin de propager le catholicisme face au protestantisme qui s'implante également dans la région.
Jean-Baptiste Pompallier en est le premier évêque titulaire, entre le 13 mai 1836 et 1842, date à laquelle est créé pour lui le vicariat apostolique de Nouvelle-Zélande.

## Histoire
L'évangélisation de l'Océanie débute au XIXe siècle. Soucieux d'envoyer des missionnaires répandre la foi catholique face aux protestants, la papauté mandate trois congrégations françaises : la congrégation des Sacrés-Cœurs de Jésus et de Marie (Picpus), la Société de Marie de Lyon et les Missionnaires du Sacré-Cœur de Jésus d’Issoudun. Les pères maristes reçoivent le vicariat apostolique d'Océanie occidentale.
L'évêque Jean-Baptiste Pompallier dépose Pierre Bataillon à Wallis et Pierre Chanel à Futuna en 1837, puis s'installe en Nouvelle-Zélande. Après l'assassinat de Pierre Chanel sur fond de conflits politiques, Pompallier arrive à Futuna, ce qui accélère la conversion de l'île. À Wallis, Pierre Bataillon il met en place une véritable théocratie missionnaire.
En raison de la distance qui sépare les différents archipels (près de 5 000 km), et des difficultés d'administrer une zone aussi vaste, le vicariat est scindé en deux : Pompallier se voit confier le vicariat apostolique de Nouvelle-Zélande tandis que Pierre Bataillon reçoit le vicariat apostolique d'Océanie centrale en 1842 avec les îles restantes.
L'évangélisation de l'Océanie est complétée par le vicariat apostolique d'Océanie orientale, qui couvre les îles Gambier, Tahiti, les îles Marquises et Hawaï.
En 1844, le vicariat cède ultérieurement une partie de son territoire aux vicariats apostoliques nouvellement créés de Mélanésie et de Micronésie, confiés à Jean-Baptiste Épalle.

## Sources
- Ralph M. Wiltgen, The Founding of the Roman Catholic Church in Melanesia and Micronesia, 1850-1875, 2008, p. 18